# Кременик
Кременик (словен. Kremenik) је насељено место у општини Горења Вас-Пољане, Горењска регија, Словенија.

## Историја
До територијалне реорганизације у Словенији био је у саставу старе општине Шкофја Лока.

## Становништво
У попису становништва из 2011. године, Кременик је имао 21 становника.
| Број становника према пописима | Број становника према пописима | Број становника према пописима |
| ------------------------------ | ------------------------------ | ------------------------------ |
| 1991                           | 2002                           | 2011                           |
| 29                             | 26                             | 21                             |

## Галерија
- фарма Перка
- фарма Планишек, пејзаж
- фарма Планишек, сеоски објекти